# Октябрський (Ардатовський район)
Октя́брський (рос. Октябрьский, ерз. Октябрьский) — селище у складі Ардатовського району Мордовії, Росія. Адміністративний центр Октябрського сільського поселення.

## Населення
Населення — 916 осіб (2010; 878 у 2002).
Національний склад (станом на 2002 рік):
- росіяни — 67 %
- ерзяни — 29 %